# پل قدیمی پل سفید
این پل بر روی  تالار و در مرکز شهر پل سفید مازندران ایران بنا گردیده و دارای دو دهنه می‌باشد که با یکدیگر یکسان نیستند. طول آن ۲۵ متر و عرض آن ۵/۴ متر می‌باشد ناصرالدین‌شاه در سفرنامه سال ۱۲۸۲ هجری قمری خود به مازندران این پل را از آثار زمان شاه عباس صفوی برشمرده است.